# Jealousy (chanson de Martin Solveig)
Pour les articles homonymes, voir Jealousy.
Singles de Martin Solveig
Everybody
(2005) Rejection
(2007)
Pistes de Hedonist
Something About You Requiem pour un con
Jealousy est une chanson de Martin Solveig sortie en single en 2006.

## Liste des pistes
CD-Single Universal  (UMG)
- 1. 	Jealousy (Edit Version)		3:20
- 2. 	Jealousy (Album Version)		5:17
- Extras :
- Jealousy (Video) 3:47
- Interview Martin Solveig - Lee Fields

## Crédits
- Écrit, composé et réalisé par Martin Solveig pour Mixture Stereophonic
- Publié par Temps D'Avance et Topolino Bello
- Chanteur - Lee Fields
- Chœurs - Kandé Diabaté et Mamani Keïta
- Guitare - Jean-Baptiste Gaudray
- Saxophone - Laurent Meyer
- Trombone - Christian Fourquet
- Trompette - Richard Blanchet

## Dans les médias
Sauf indication contraire, les informations mentionnées dans cette section peuvent être confirmées par le générique de fin de l'œuvre audiovisuelle présentée ici, ainsi que par la base de données cinématographiques IMDb,  présente dans la section « Liens externes ».
- 2010 : Le Mac - bande originale

## Classement par pays
| Pays                                    | Meilleure position |
| --------------------------------------- | ------------------ |
| Espagne (PROMUSICAE)                    | 8                  |
| Belgique (Flandre Ultratop 50 Singles)  | 30                 |
| Belgique (Wallonie Ultratop 50 Singles) | 40                 |
| France (SNEP)                           | 36                 |
| Italie                                  | 46                 |
| Suisse (Schweizer Hitparade)            | 60                 |
| Royaume-Uni                             | 62                 |
| France Club 40                          | 1                  |